# Улица Лубанас (Рига)
Улица Лу́банас (латыш. Lubānas iela) — улица в городе Риге, в Латгальском предместье (микрорайоны Московский форштадт, Дарзциемс, Шкиротава, Плявниеки). Начинается от перекрёстка с улицей Резнас и пролегает в юго-восточном, восточном и северо-восточном направлении вплоть до границы города, где переходит в одноимённую улицу пригородного посёлка Улброка (до 2023 года относилась к селу Дрейлини).
Общая длина улицы составляет 5518 метров. На всём протяжении имеет асфальтовое покрытие. Первая, историческая часть улицы (до улицы Славу), возникшая ещё в XIX веке, имеет вид небольшой улицы местного значения; пересекает железнодорожную линию Рига—Крустпилс по обустроенному пешеходному переходу (нет прямого автомобильного сообщения). После круговой развязки с улицей Славу становится важной транспортной магистралью (по две полосы движения в каждом направлении), частью региональной государственной автодороги P4.
Почти на всём протяжении по улице Лубанас курсирует городской общественный транспорт. Магистральная часть улицы служит границей между Дарзциемсом и Плявниеками, с одной стороны (нечётной), и Шкиротавой, с другой стороны. Небольшой участок в конце улицы граничит с Ропажским краем.

## История
Улица Лубанас с давнего времени являлась важным путём сообщения, ведущим из Риги вглубь Видземе. Её наименование происходит от названия латвийского города Лубана. Впервые упоминается в списке улиц города в 1861 году, первоначально как Большая Лубанская улица (латыш. Lielā Lubānas iela, нем. Grosse Lubansche Strasse). Современное название установилось в 1923 году.
К началу XX века в черту города входил участок улицы Лубанас до пересечения с нынешней улицей Славу; к 1939 году — до улицы Илукстес, а с включением в состав Риги нынешнего района Плявниеки (1974) улица Лубанас обрела современные границы.

## Прилегающие улицы
Улица Лубанас пересекается со следующими улицами:
- Улица Резнас
- Улица Валерияс Сейлес
- Улица Сайкавас
- Улица Зилупес
- Улица Ритупес
- Улица Саласпилс
- Улица Резекнес
- Улица Ливану
- Улица Славу
- Улица Пиедруяс
- Улица Дарзциема
- Улица Кланю
- Улица Илукстес
- Улица Андрея Сахарова
- Улица Катлакална
- Улица Юкума Вациеша
- Улица Мейрану
- Улица Бралю Каудзишу
- Улица Купричу
- Улица Жигуру
- Улица Рембатес
- Улица Гара (Дрейлини)
- Улица Депо (Дрейлини)
- Улица Озолу (Дрейлини)
- Улица Рейнвалду
- Улица Августа Деглава